# Шмелёв, Николай Петрович
Никола́й Петро́вич Шмелёв (18 июня 1936, Москва — 6 января 2014, там же) — советский и российский экономист, академик РАН (2000, членкор с 1994), директор Института Европы РАН (1999—2014), писатель.
Доктор экономических наук (1969), профессор (1977).
Получил известность как первый в СССР критик экономики развитого социализма.

## Биография
Родился в семье инженера-геодезиста.
Окончил экономический факультет МГУ (1958). В 1958—1961 работал в Институте экономики АН СССР. В 1961 защитил диссертацию на соискание степени кандидата экономических наук.
Затем работал в Институте экономики мировой социалистической системы АН СССР (1961—1968 и 1970—1983), лектором Отдела пропаганды ЦК КПСС (1968—1970), в Институте США и Канады АН СССР (1983—1992), Институте Европы РАН (с 1992).
Народный депутат СССР от Академии наук (1989—1991). Член Консультативного совета при президенте РФ (1991—1993), член Конституционного совещания России (1993), член Национального экономического совета.
Член Союза российских писателей и Союза писателей Москвы. Академик Академии экономических наук и предпринимательства и Академии менеджмента.
Лауреат премий СП СССР им. М. Шагинян (1988), фонда «Знамя» (1997), «Венец» (1997), Фонда содействия отечественной науке в номинации «Выдающиеся учёные» (2008). Награждён медалью «За доблестный труд», орденом Почёта (1996) и орденом Дружбы (2007). Входил в состав жюри научной секции Фонда «Триумф».
По утверждению Шмелёва, именно его научные идеи лежали в основе программы С. Шаталина и Г. Явлинского «500 дней».
В это время Шмелев писал: «Мы обязаны внедрить во все сферы общественной жизни понимание того, что все, что экономически неэффективно, - безнравственно и, наоборот, что эффективно - то нравственно».
Шмелёв негативно относился к приватизации в России, считая её разграблением страны, подвергал резкой критике А. Чубайса и Е. Гайдара, а главной ошибкой Б. Ельцина считал «бандитский подход» к экономике.
Одной из последних научных работ Шмелёва было исследование «Россия через 50 лет — возможные сценарии будущего», где академик предупредил о реальной угрозе распада России в полувековой перспективе.
Известны также художественные произведения Шмелёва в прозе, публиковавшейся в журналах Огонёк, Юность.
Являлся экспертом Московского экономического форума.
Умер 6 января 2014 года в Москве от инфаркта. Похоронен на Даниловском кладбище (участок 36).

## «Авансы и долги»
В № 6 журнала «Новый мир» за 1987 год была опубликована статья Н. П. Шмелёва «Авансы и долги». В основе статьи лежали невостребованные закрытые аналитические материалы, которые Шмелёв готовил для М. С. Горбачёва под грифом «ДСП». Статья стала одной из первых громких публикаций, открывших период перестройки, гласности и «Нового мышления» в СМИ СССР.
Впервые в этой статье экономика развитого социалистического общества подверглась суровой критике. Впервые для критики социалистической экономики использовались цитаты из произведений В. И. Ленина. Фактически Шмелёв пока ещё ничего не предлагал, не давал рецептов спасения, но по крайней мере впервые задавал острейшие вопросы, которые заставляли читателей взглянуть на свою страну новыми глазами.

Состояние нашей экономики не удовлетворяет никого.
Кто будет вдалбливать всем нашим хозяйственным кадрам сверху донизу, что время административных методов управления экономической жизнью проходит, что экономика имеет свои законы, нарушать которые так же непозволительно и страшно, как законы ядерного реактора в Чернобыле, что современный руководитель должен знать эти законы и строить свои деловые решения в соответствии с ними, а не вопреки им? Ведь не в административных и не в технических категориях будет оцениваться его деятельность в неуклонно приближающемся будущем, а, прежде всего, в категориях прибылей и убытков возглавляемого им коллектива.
Статья в 1987-89 гг. пользовалась огромным читательским интересом в СССР и за рубежом, вызвала бурные дискуссии в обществе. Немецкий журнал Der Spiegel перепечатал статью без сокращений. В 1996 году Шмелёв написал её продолжение: книгу «Авансы и долги: вчера и завтра российских экономических реформ».

## Основные произведения
- Проблемы экономического роста (1970).
- Социализм и международные экономические отношения (1979).
- Экономические связи Восток — Запад: проблемы и перспективы. — М.: Знание, 1982.
- США и проблемы экономических отношений Восток — Запад (в соавторстве с А. В. Куницыным). — М.: Международные отношения, 1985.
- Всемирное хозяйство: тенденции, сдвиги, противоречия. — М.: Наука, 1987.
- Пашков дом. Повесть // Знамя. — 1987. — № 3.
- Авансы и долги // Новый мир. — 1987. — № 6.
- На переломе: экономическая перестройка в СССР (1989) (в соавторстве).
- Сильвестр: Роман. — М.: Советский писатель, 1992.
- В пути я занемог: Роман. Повести. — М.: Голос, 1995.
- Авансы и долги: вчера и завтра российских экономических реформ. — М.: Международные отношения, 1996.
- Спектакль в честь господина первого министра: Роман (1998).
- Ночные голоса: Повести и рассказы. — М.: Воскресенье, 1999.
- Собрание сочинений: В 4-х томах. — М.: Летний сад, 2007.
- Ты кто?: Рассказы. — М.: Летний сад, 2010.
- Безумная Грета: Повести. — М.: Летний сад, 2012.

## Семья и увлечения
В первом браке был женат на Юлии Леонидовне Хрущёвой, внучке Н. С. Хрущёва, дочери его старшего сына Леонида. После гибели сына в 1943 году Никита Сергеевич воспитывал Юлию как родную дочь, вследствие чего Шмелёв стал называться зятем Хрущёва. Брак продолжался 5 лет и распался в 1962 году: как рассказал Николай Петрович в интервью для печати почти полвека спустя — из-за взаимной неверности супругов. После этого события более 20 лет Шмелёву не давали возможности выезжать из СССР, а когда ему наконец оформили загранпаспорт, то направляли в командировки только в Венгрию и ГДР.
Был женат второй раз, есть дочь от второго брака. Увлечениями Шмелёва были книги, музыка, путешествия.
Михаил Агурский указывал его в своих мемуарах литературным поклонником Наума Коржавина.
Агурский вспоминал, как тот однажды привёл соответствующую себе компанию людей к Шмелеву в гости. 
Первым делом Шмелев стал хвастаться новинками советологической литературы, строго запрещенной в СССР. Потом стал упрекать:

— Вся ваша фронда — чепуха. Уж если что-то делать, то как Ян Палах!

…Юра Гастев, услышав совет инструктора (вероятно, ошибка — прим.) ЦК быть как Ян Палах, развеселился:

— Ага! Это чтобы мы все сгорели! Хорош гусь!